# Mi Ursae Majoris
Mi Ursae Majoris (μ UMa, Tania Australis) – jasna gwiazda w konstelacji Wielkiej Niedźwiedzicy.

## Nazwa
Tradycyjna nazwa gwiazdy, Tania Australis, wywodzi się od arabskiego wyrażenia ‏القفزة الثانية‎ Al Ḳafzah al thānīyah, co oznacza „drugi skok (gazeli)” i odnosi się do tej gwiazdy oraz pobliskiej Lambda Ursae Majoris. Łaciński dodatek Australis wskazuje, że jest to południowa gwiazda spośród tych dwóch. Nazwa ta została formalnie zatwierdzona przez Międzynarodową Unię Astronomiczną w 2016 roku.

## Charakterystyka fizyczna
Jest to gwiazda spektroskopowo podwójna. Ponadto charakteryzuje się ją jako gwiazdę zmienną półregularną, a jej jasność waha się w przedziale 2,99–3,33m.
Główny składnik jest czerwonym olbrzymem typu widmowego M. Jej niewidoczny przez teleskopy towarzysz okrąża ją w ciągu 230 dni, w odległości co najmniej 1,5 au. Łączną masę obu tych gwiazd szacuje się na 9 mas Słońca.